# 三江併流
座標: 北緯27度20分 東経99度25分 / 北緯27.333度 東経99.417度
三江併流（さんこうへいりゅう）は中国のチベット高原に源を有する三つの川、金沙江（長江上流部）、瀾滄江（メコン川上流部）、怒江（サルウィン川上流部）が雲南省北部のデチェン・チベット族自治州及び怒江リス族自治州を平行に流れている1,698,400haに及ぶ地域で、その地域は14の保護された地域からなる。動植物層が豊かなことから、ユネスコの世界遺産（自然遺産）に登録されている。また、1988年に中華人民共和国国家重点風景名勝区にも認定された。

## 概要
三江併流地域は横断山脈の大部分を占め、インド亜大陸とユーラシア大陸の衝突によって生まれた巨大な褶曲地帯である。この地域で併流する３つの川は、最終的に、それぞれ遠く離れた東シナ海、南シナ海、インド洋に注ぐことになる。
地域内の気候は場所によって多様であり、これは結果的に地域内の動植物層の多様化を促進している。
この地域では世界の動物の内25%（中国国内においては50%）の個体が存在していると言われる。政府によってリストアップされた種は791種、内198種は中国固有種、80種は政府のレッドリストに登録されている。
植物も固有種を含め約6000種が確認されており、内2700種は中国固有種である。なかでも絶滅の危機に瀕したものもあり、33種が国家レベルで保護されている。
民族的にも多数の少数民族が居住している。

## 登録基準
この世界遺産は世界遺産登録基準のうち、以下の条件を満たし、登録された（以下の基準は世界遺産センター公表の登録基準からの翻訳、引用である）。
- (7) ひときわすぐれた自然美及び美的な重要性をもつ最高の自然現象または地域を含むもの。
- (8) 地球の歴史上の主要な段階を示す顕著な見本であるもの。これには生物の記録、地形の発達における重要な地学的進行過程、重要な地形的特性、自然地理的特性などが含まれる。
- (9) 陸上、淡水、沿岸および海洋生態系と動植物群集の進化と発達において進行しつつある重要な生態学的、生物学的プロセスを示す顕著な見本であるもの。
- (10) 生物多様性の本来的保全にとって、もっとも重要かつ意義深い自然生息地を含んでいるもの。これには科学上または保全上の観点から、すぐれて普遍的価値を持つ絶滅の恐れのある種の生息地などが含まれる。

## 登録された地域
- 高黎貢山（中国語版）地域
- 白馬雪山および梅里雪山地域 - 明永氷河（中国語版）がある[2]
- 哈巴雪山（中国語版）地域
- 千湖山地域
- 紅山雪山
- 雲嶺地域
- 老君山（中国語版）地域
- 老窩山地域

## 生物圏保護区
高黎貢山一帯は2000年にMAB(Man and the Biosphere)計画の生物圏保護区（日本語通称：エコパーク）に指定されている。

## 課題
高黎貢山の稲城亜丁には森林文化を継承する多くの少数民族が暮らしているが、森林資源や地下に埋蔵する鉱物の開発が進められており、環境破壊や宗教弾圧による文化浄化が行われている。